# 1996 en combiné nordique
| Années du combiné nordique : 1993 - 1994 - 1995 - 1996 - 1997 - 1998 - 1999    |
| Décennies du combiné nordique : 1960 - 1970 - 1980 - 1990 - 2000 - 2010 - 2020 |

Cette page reprend les résultats de combiné nordique de l'année 1996.

## Coupe du monde
Le classement général de la Coupe du monde 1996 fut remporté par le Norvégien Knut Tore Apeland, qui était arrivé troisième l'année précédente. Il s'impose devant le triple tenant du titre, le Japonais Kenji Ogiwara. Le Finlandais Jari Mantila est troisième.

### Coupe de la Forêt-noire
Comme l'année précédente, la coupe de la Forêt-noire 1996 fut remportée par le Norvégien Fred Børre Lundberg. C'était là sa quatrième victoire de l'épreuve, ce qui constitue un record.

### Festival de ski d'Holmenkollen
Triplé norvégien lors de l'épreuve de combiné de l'édition 1996 du festival de ski d'Holmenkollen : elle fut remportée par le Norvégien Bjarte Engen Vik devant ses compatriotes Knut Tore Apeland et Halldor Skard.

### Jeux du ski de Lahti
Après son annulation les deux années précédentes, l'épreuve de combiné des Jeux du ski de Lahti a eu lieu. Elle fut remportée par le coureur norvégien Bjarte Engen Vik devant son compatriote Knut Tore Apeland. Le Finlandais Hannu Manninen est troisième.

### Jeux du ski de Suède
L'épreuve de combiné des Jeux du ski de Suède 1996 fut remportée par le coureur finlandais Hannu Manninen
devant le Japonais Kenji Ogiwara. La troisième place du podium était occupée par le Finlandais Jari Mantila.

## Coupe du monde B
Le classement général de la Coupe du monde B 1996 fut remporté par le Norvégien Gard Myhre devant le Suisse Stefan Wittwer et l'Autrichien Christoph Bieler, troisième.

## Championnat du monde juniors
Le Championnat du monde juniors 1996 a eu lieu à Asiago, en Italie.
L'épreuve par équipes a couronné l'Américain Todd Lodwick devant le Finlandais Hannu Manninen. L'Autrichien Felix Gottwald retrouve la troisième place qu'il avait conquise l'année précédente.

## Grand Prix d'été
Le Grand Prix d'été 1996 a bien eu lieu. Son classement général manque.

## Coupe OPA
Le jeune Slovène Roman Perko remporte la coupe OPA 1996.
Victoire également slovène chez les plus jeunes : c'est le coureur Igor Cuznar qui s'impose.